# مجلة بيان ياني
مجلة بيان ياني هي مجلة ساخرة باللغة التركية تعالج قضايا المرأة والمشاكل التي تواجه المرأة في تركيا (المرأة في تركيا).

## تاريخ المجلة
كانت المجلة في الأصل تهدف إلى أن تُطبع لمرة واحدة في اليوم العالمي للمرأة في عام 2011. حظيت المجلة بشعبية كبيرة وتحولت إلى مجلة شهرية، وكان رئيس تحريرها ذكرًا عندما بدأت المجلة. ذكرت المجلة في وقت لاحق أنها ستُنشر عبر البريد الإلكتروني دون محرر مُسمى. ومن المعروف أيضًا أن المساهمين يعملون مع غيرها من المجلات التركية الساخرة. تقود المجلة إزجي أكسوي وفيهان غوفر، حيث يتكون معظم الموظفين من الإناث إلا أحد المساهمين الرئيسيين من الرجال. يرتدي عشرون موظفًا بالمجلة الجينز بدلُا من غطاء الرأس. وفي عام 2011، تم توزيع المجلة على 50000 شخص بميزانية قدرها 30,000 دولار. وبحلول عام 2017، كان لدى المجلة 240 ألف متابع على فيسبوك.
تُترجم كلمة بيان ياني على أنها «المقعد خلف المرأة في وسائل النقل العام»، وتشير إلى قاعدة الحافلات التي تمنع الرجال والنساء غير المرتبطين من الجلوس معًا. تشترط القاعدة على الرجال أو النساء العُزّاب الجلوس بشكل منفصل، حيث يجلس كل رجلين أو امرأتين سويًا، بينما لا يُسمح لرجل وامرأة لا علاقة بينهما بالجلوس سويًا. أدّى هذا إلى حرمان العديد من الأشخاص من التذاكر رغم وجود مقاعد فارغة لعدم وجود أزواج من نفس الجنس. لا تعتبر المجلة مجلة نسائية فقط، لذا طلب الرجال تغيير عنوان المجلة بحيث يمكنهم تجنب إحراج شراء مجلة نسائية. تستغل معظم المجلات الأخرى في تركيا النساء للحصول على المبيعات. يُقال أن مجلة بيان ياني تهتم معالجة تلك القضايا.
يدرك المساهمون بالمجلة أنهم يواجهون خطر الاعتقال في تركيا، حيث زار مكاتبهم أشخاص يحملون عبوات البنزين، كما زارت السلطات مطابعهم لوقف طباعة المجلة. احتُجز 150 من العاملين في المجلة رهن الاعتقال، بما في ذلك رسام الكاريكاتير موسى كرت الذي يُحتجز في مكان قريب من مكان إنشاء بيان ياني.